# Испанский сапог

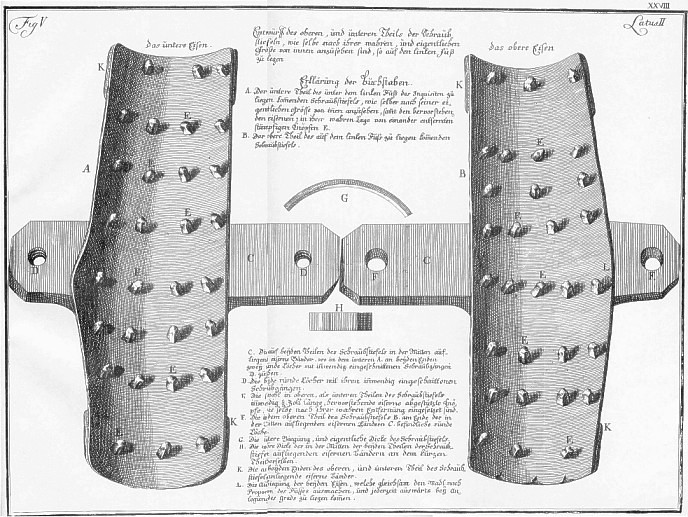
Классический испанский сапог

Испа́нский сапо́г — орудие пытки посредством сжатия коленного и голеностопного суставов, мышц и голени.
Классический «испанский сапог», который использовался во Франции и на Британских островах, состоял из двух досок, между которыми помещалась нога допрашиваемого. Эти доски были внутренней частью станка, давящего на них по мере погружения в него деревянных кольев, которые вбивал в специальные гнёзда палач.
Прототип из Отёне, Франция, был сделан из губчатой, пористой кожи, которую обливали кипящей водой.
Металлический вариант представлял собой железную оболочку для ноги и ступни и использовался испанской инквизицией для допросов. Пластины «сапога» сжимались, повреждая плоть и ломая кости стопы. Часто краги могли нагревать на ноге во время пытки и иногда перед пыткой. (англ.)